# Eufriesea fragrocara
Eufriesea fragrocara är en biart som först beskrevs av Kimsey 1977.  Eufriesea fragrocara ingår i släktet Eufriesea, tribus orkidébin, och familjen långtungebin. Inga underarter finns listade.